# Marco Staake
Marco Staake (* 1978 in Merseburg) ist ein deutscher Rechtswissenschaftler und Hochschullehrer.

## Leben und Werdegang
Nach dem Studium (1998–2003) der Rechtswissenschaften an der Universität Leipzig (Abschluss mit dem ersten juristischen Staatsexamen) war Staake von 2003 bis 2007 wissenschaftlicher Mitarbeiter am Lehrstuhl für Bürgerliches Recht, Gesellschafts- und Wirtschaftsrecht an der Universität Leipzig (Tim Drygala). Das Referendariat (2007–2009) am LG Leipzig (Wahlstation: Bundesministerium der Justiz) (Ulrich Seibert) schloss er mit dem zweiten juristischen Staatsexamen ab. Nach der Promotion 2009 zum Dr. iur.  war er von 2009 bis 2015 Akademischer Rat am Lehrstuhl für Bürgerliches Recht, Gesellschafts- und Wirtschaftsrecht an der Universität Leipzig (Tim Drygala). Sodann war er nach der Habilitation 2016 (Venia legendi) für Bürgerliches Recht, Gesellschafts- und Unternehmensrecht, Rechtstheorie und Rechtsphilosophie ab 2019 Inhaber der Stiftungsprofessur für Bürgerliches Recht und Recht der Familienunternehmen an der Universität Bayreuth. 
Seit dem Sommersemester 2021 ist Staake Inhaber des Lehrstuhls für Bürgerliches Recht und Unternehmensrecht an der Bergische Universität Wuppertal. Er ist Mitherausgeber und Schriftleiter der Zeitschrift "Recht der Familienunternehmen" (RFamU), welche monatlich im Verlag C. H. Beck erscheint und auch über Beck-Online abrufbar ist.

## Schriften (Auswahl)
- Ungeschriebene Hauptversammlungskompetenzen in börsennotierten und nicht börsennotierten Aktiengesellschaften. Köln 2009, ISBN 978-3-452-27197-6.
- mit Tim Drygala und Stephan Szalai: Kapitalgesellschaftsrecht. Mit Grundzügen des Konzern- und Umwandlungsrechts. Berlin 2012, ISBN 3-642-17174-5.
- Gesetzliche Schuldverhältnisse, 2. Auflage. Berlin 2022, ISBN 978-3-662-63563-6.
- Werte und Normen. Baden-Baden 2018, ISBN 3-8487-3955-0.